# Teratocamilla sineseta
Teratocamilla sineseta är en tvåvingeart som beskrevs av Barraclough 1993. Teratocamilla sineseta ingår i släktet Teratocamilla och familjen gnagarflugor. Inga underarter finns listade i Catalogue of Life.